# Alfredo Quesada
Alfredo Enrique Quesada Farias (* 22. September 1949 in Talara) ist ein ehemaliger peruanischer Fußballspieler. Er gewann mit der peruanischen Nationalmannschaft die Copa América 1975 und nahm an der Fußball-Weltmeisterschaft 1978 teil.

## Karriere

### Vereinskarriere
Quesada trat im Alter von 13 Jahren in die Jugendabteilung von Sporting Cristal aus dem Stadtteil Rímac der Hauptstadt Lima ein. 1968 rückte er in den Kader der ersten Mannschaft auf. In den folgenden 17 Jahren bis 1985 gewann er mit seinem Klub sechs peruanische Meisterschaften.

### Nationalmannschaft
Zwischen 1972 und 1978 bestritt Quesada 50 Länderspiele für Peru, in denen er einen Treffer erzielte.
Sein Debüt in der Nationalmannschaft gab er am 19. April 1972 im Freundschaftsspiel gegen die Sowjetunion. Er stand in der Mannschaft, die das Entscheidungsspiel gegen Kolumbien um die Copa América 1975 mit 1:0 gewann.
Für die Fußball-Weltmeisterschaft 1978 in Argentinien wurde er von Nationaltrainer Marcos Calderón in das peruanische Aufgebot berufen. In der Gruppenphase, die Peru auf dem ersten Rang noch vor dem späteren Vizeweltmeister Niederlande abschloss, wurde Quesada nicht eingesetzt. Er bestritt die Spiele der Zwischenrunde gegen Polen und Argentinien, die beide verloren wurden. Die 0:6-Niederlage im für Peru unbedeutenden Gruppenspiel gegen die Gastgeber, welche das Endspiel nur mit einem hohen Sieg erreichen konnten, steht bis heute unter Manipulationsverdacht. Danach wurde Quesada nicht mehr für die Nationalmannschaft nominiert.

## Erfolge
- Peruanische Meisterschaft: 1968, 1970, 1972, 1979, 1980 und 1983
- Copa América: 1975